# Сулеювское водохранилище
Сулеювское водохранилище (пол. Zalew Sulejowski, произношение [zalɛv sulɛjovski], также Zbiornik Sulejowski, Jezioro Sulejowskie) — водохранилище, созданное плотиной, построенной в 1969—1974 годах в Лодзинском воеводстве, в Польше. Целью создания водохранилища было снабжение пресной питьевой водой городов Лодзь и Томашув-Мазовецки. Полный объём водохранилища составляет до 95 млн м³ воды и имеет среднюю глубину 3,3 м.

## История
Идея строительства водохранилища на реке Пилица возникла в 1960-х годах. Существующие источники воды не могли удовлетворить потребности растущего населения и промышленности в Лодзи и Томашуве-Мазовецком. Иногда приходилось вводить нормирование потребления воды.

### «Вода для Лодзи»
Строительство началось в 1969 году, в 139 км от впадения Пилицы в Вислу, недалеко от деревни Смардзевице (поль.). В то время этот район был границей между Лодзинским и Келецким воеводствами. Лозунг «Вода для Лодзи» (с пол. — «Woda dla Łodzi») был изображён на плакате возле места строительства плотины и в районе, где нужно было расчистить лес для будущего водохранилища.
Была построена плотина длиной 1200 м и высотой 16 метров из бетона и грунта. Общая площадь затопления составила 27 км². Для транспортировки воды из водохранилища был построен трубопровод длиной 36,6 км и диаметром 1,6 м. Участок трубы между очистными сооружениями в Калинко и насосной станцией с накопительным баком в Хойнах имеет увеличенный диаметр — 2,2 м.

### Первые годы эксплуатации
Использование водохранилища началось в мае 1973 года; в то время это был самый большой водоём в Центральной Польше. Позднее, в том же году, впервые была начата подача воды в Лодзь. В 1977 году трубопровод доставлял 258 000 м³ воды в день, что до сих пор остаётся самым большим показателем водоснабжения в истории Лодзи. Для сравнения, этот объём в 2-2,5 раза больше, чем современный (2023) объём потребления всего города. В то время рассматривалось строительство второго трубопровода с такой же пропускной способностью, но снижение потребления воды со стороны населения, упадок лёгкой промышленности и наличие других источников воды сделали его излишним.

### Строительство скважин
Недалеко от берега водохранилища, в деревне Брониславов, были разведаны и нанесены на карту глубокие водоносные горизонты. Они могли обеспечить доступ к воде гораздо более высокого качества, и к 1990-м годам были разработаны планы по замене воды из Сулеювского водохранилища водой из глубоких скважин. Сначала для подачи воды в город использовался тот же трубопровод, но с 2004 года по нему подаётся вода, добываемая только из 7 скважин возле Брониславова, а вода из водохранилища больше не подаётся.
Суммарная производственная мощность скважины составляет 50 000 м³ воды в день и 18 млн м³ в год.

### Новый трубопровод
Износ старого трубопровода и снижение потребления привели к необходимости строительства новой системы подачи воды. Она была построена в 2009—2010 годах и частично финансировался за счёт грантов Европейского Союза. Старый трубопровод был вычищен трактором с изготовленным на заказ эллиптическим плугом и новый трубопровод из стекловолокна диаметром 1,2 м был проложен внутри старого.

## География
Сулеювское водохранилище находится на высоте 159 метров над уровнем моря. Оно расположено в Лодзинском воеводстве, на границе Томашув-Мазовецкого, Опочненского и Пётркувского повятов. Притоки Пилицы и Лучёнжи находятся на южной оконечности озера в гмине Сулеюв. Плотина находится на северо-восточной границе водохранилища, а устье Пилицы расположено в гмине Томашув-Мазовецкой. Часть озера и береговой линии относятся к территории гмин Волбурж и Мнишкув.

## Параметры водохранилища
Основные параметры Сулеювского водохранилища:
- длина 17,1 км
- максимальная ширина 2,1 км
- средняя ширина 1,5 км,
- средняя глубина 3,3 м
- максимальная глубина 11 м
- длина береговой линии 58 км
- площадь около 27 км²
- полезный объём 61 млн м³
- максимальная вместимость 75 млн м³
- площадь водосбора 4900 км².

## Парки и зоны отдыха
Помимо функций водоснабжения и производства энергии, Сулеювское водохранилище служит местом отдыха. В окрестностях есть несколько гостиниц и домов для отдыха, а на берегу есть инфраструктура для занятий водными видами спорта. Основными видами деятельности являются парусный спорт, виндсерфинг, каякинг и рыбалка. Использование моторных лодок запрещено, и на озере установлена тихая зона.
Недалеко от Смардзевиц на озере построен бетонный пирс. Он будет обновлён в новом проекте, который должен начаться в 2020 году. Общий объем финансирования составляет 7,2 млн злотых, 4,7 млн из которых будут финансироваться Европейским Союзом.
Водохранилище находится в самой северной части ландшафтного парка Сулеюв, который входит в Надпилийцкий ландшафтный парк (поль.).
Есть 2 охранные зоны, определенные водохранилищем:
- Прямая — вся вода водохранилища, включая бывший водозабор в Брониславове.
- Косвенная — полоса земли шириной 400 метров вдоль берега

Было обнаружено, что водохранилище содержит меньше загрязнений по сравнению с другими пресноводными средами

## Дикая природа
Охраняемая территория вокруг водохранилища обеспечивает среду обитания для множества видов диких животных, в том числе:
- Рыба[15]: плотва, лещ, сазан, щука северная, судак, амур, густера[9].
- Птицы: крачка, черноголовая чайка, обыкновенный нырок, кряква, лебедь.

## В культуре
На Сулеювском водохранилище снималась сцена убийства (взрыв самолета) одного из героев фильма «Бермудский треугольник» режиссёра Войцеха Вуйчика
На Сулеювском водохранилище также снят видеоклип на песню Артура Андруса «Королева балтийских рифов».
В феврале 1982 года в дамбу водохранилища врезался военный самолёт Iskra. Пилоту удалось катапультироваться и приземлиться в ближайшем порту. Он погиб в 2008 году в результате крушения военного самолета C-295 в Мирославце.

## Фотографии

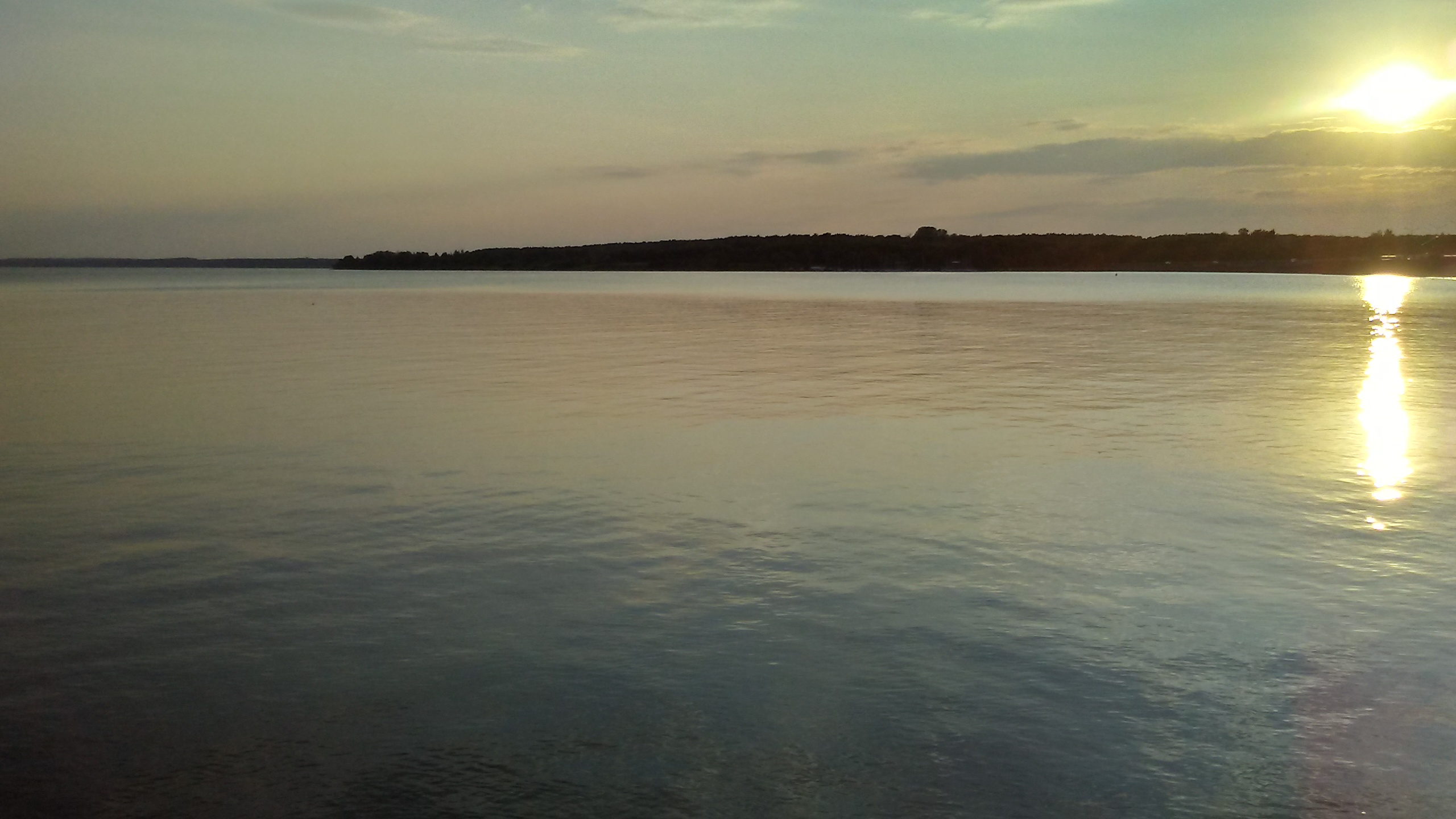
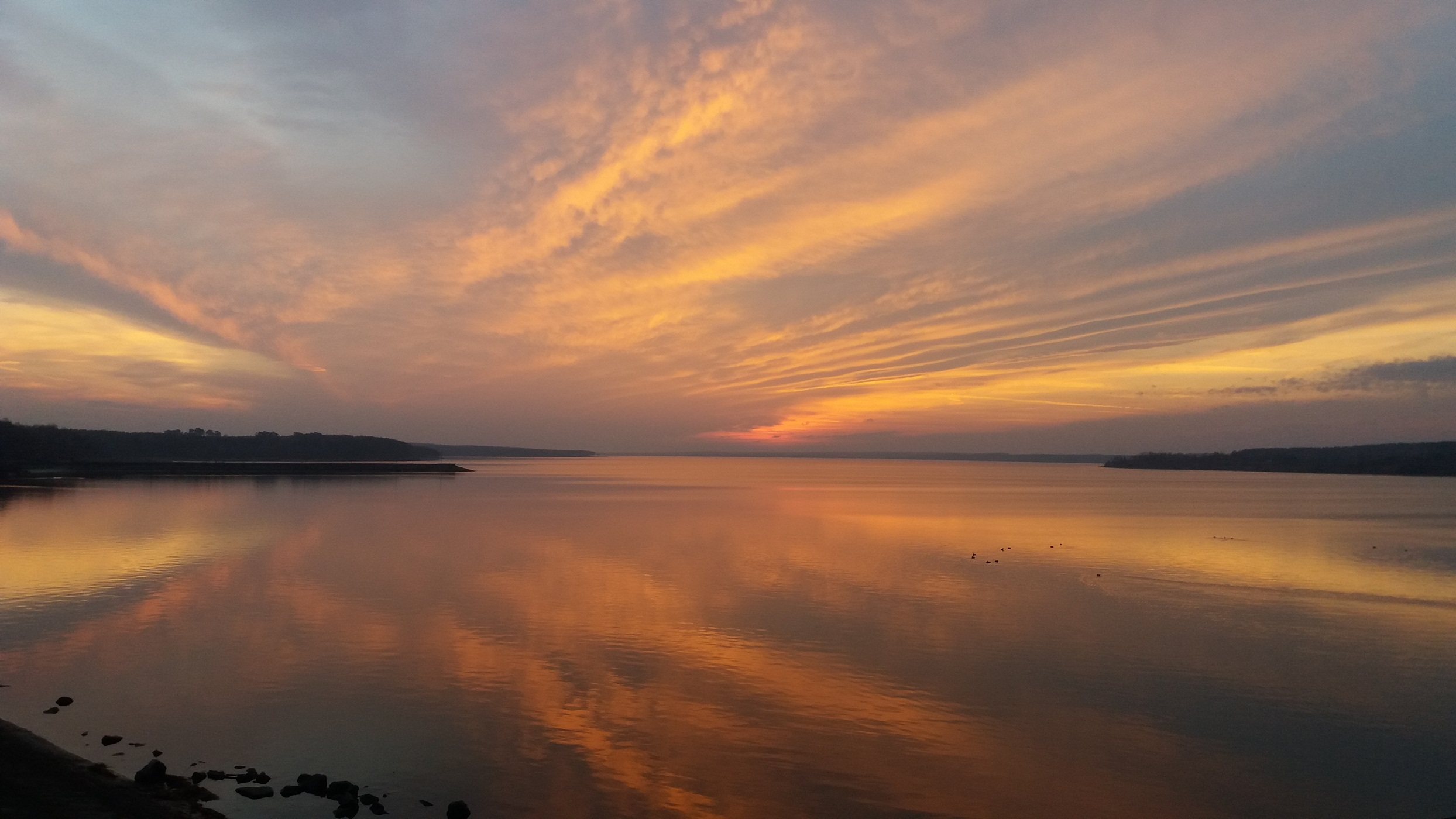
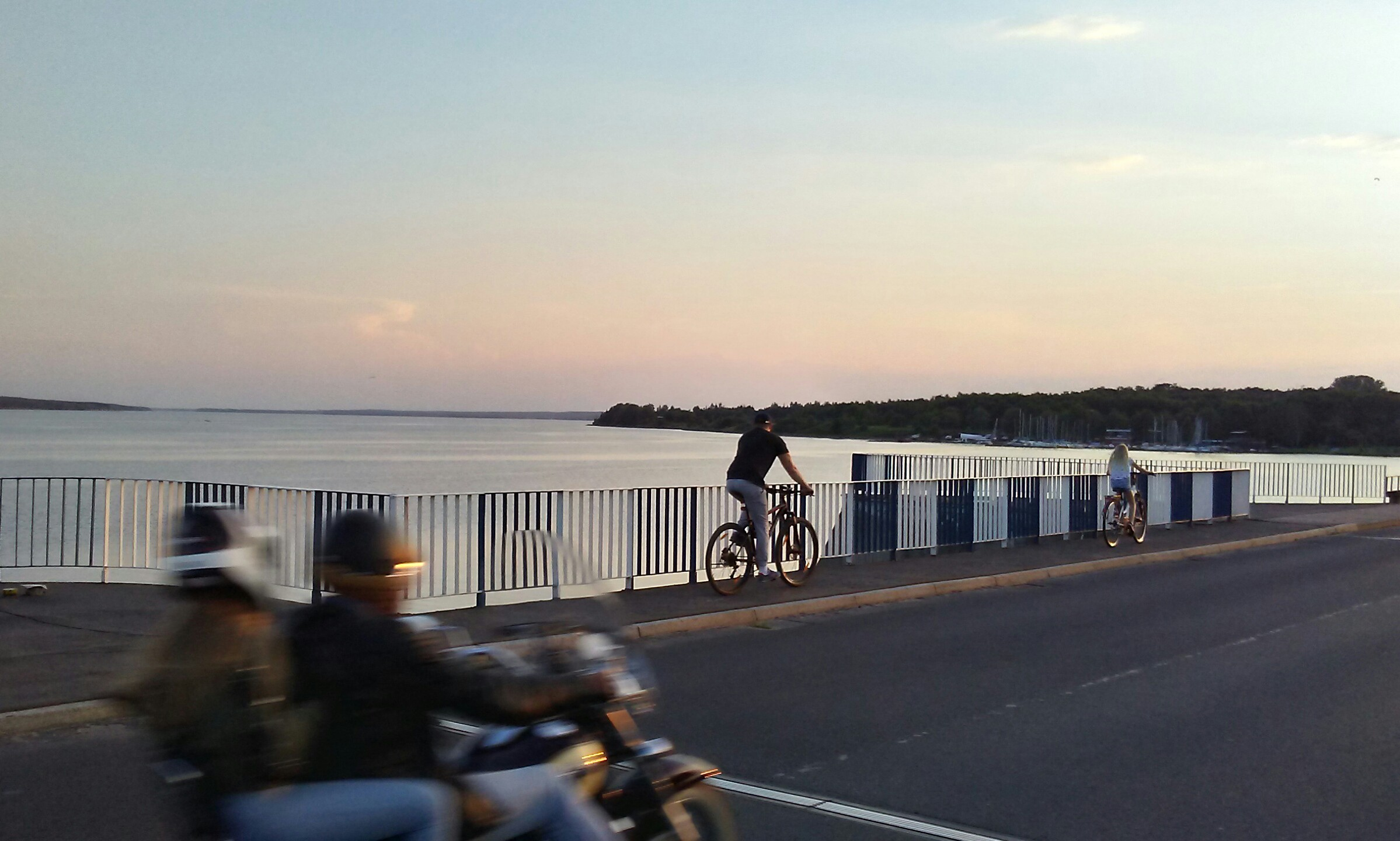
Вид на водохранилище со стороны Томашова-Мазовецкого
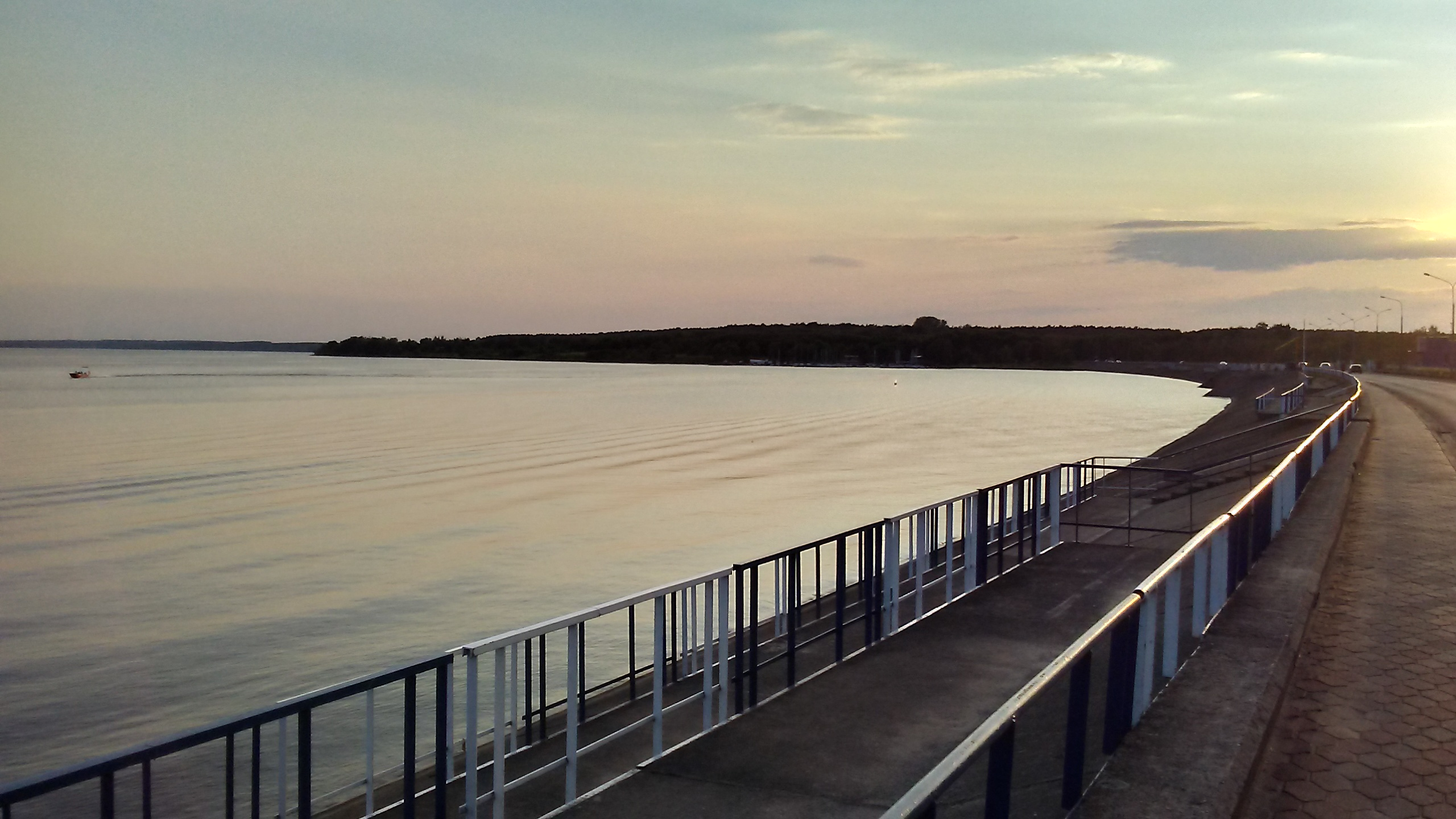
Дамба Сулеювского водохранилища, 2018 год
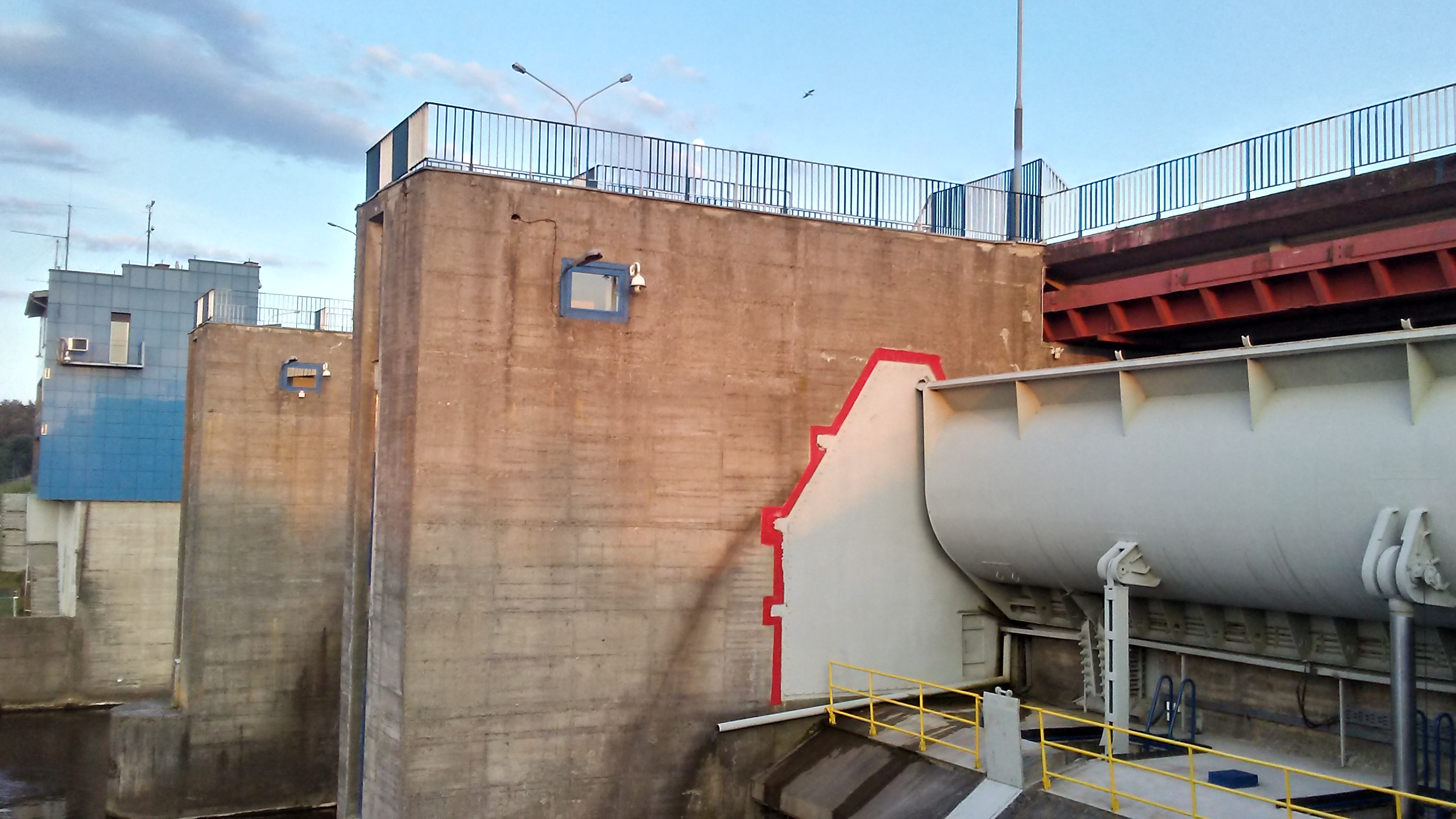
Один из трёх шлюзов дамбы Сулеювского водохранилища. Вид от Томашува-Мазовецкого
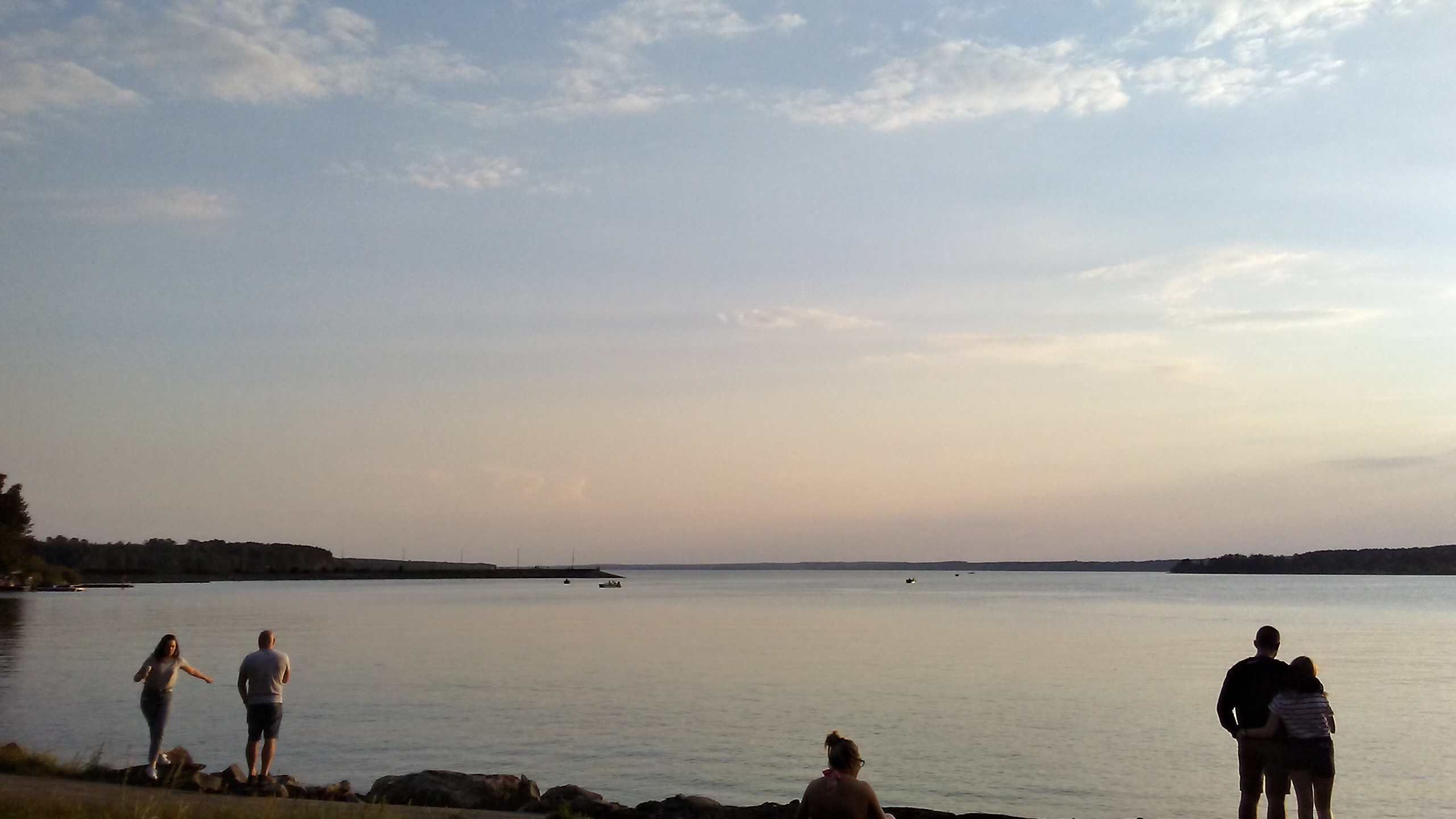
Сулеювское водохранилище, вид со стороны Смардзевиц, от ресторана «Омега», май 2018 года
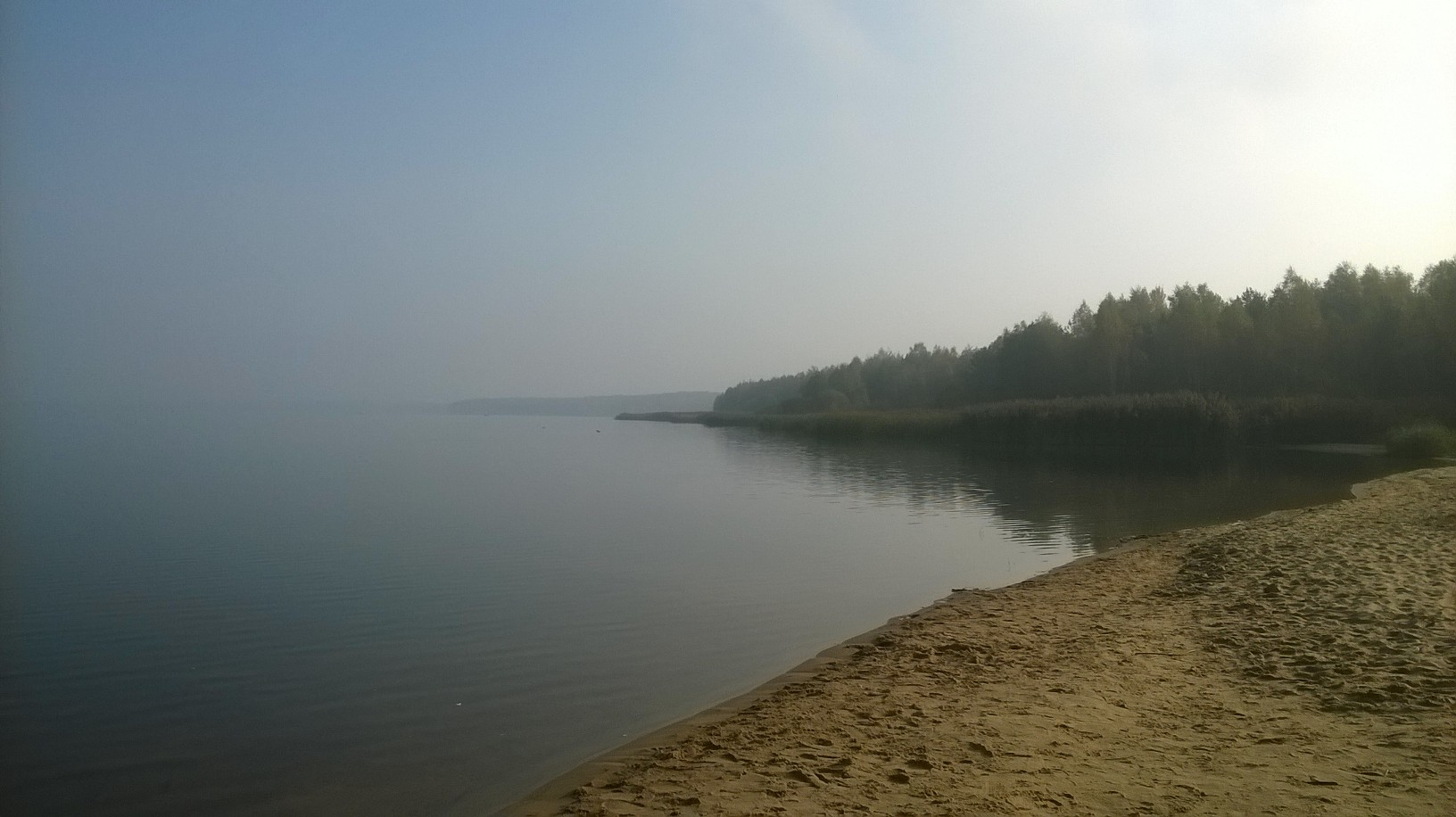
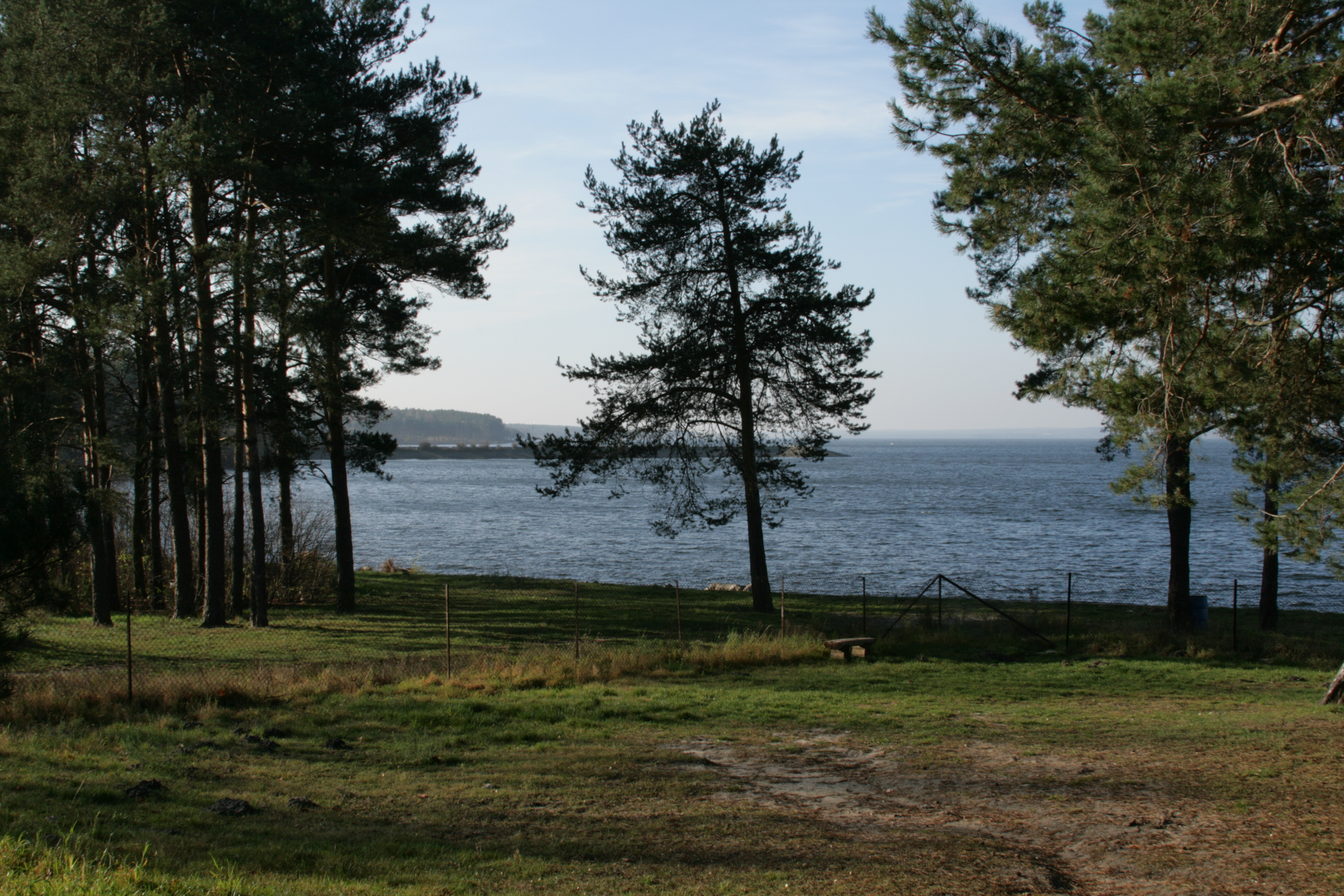
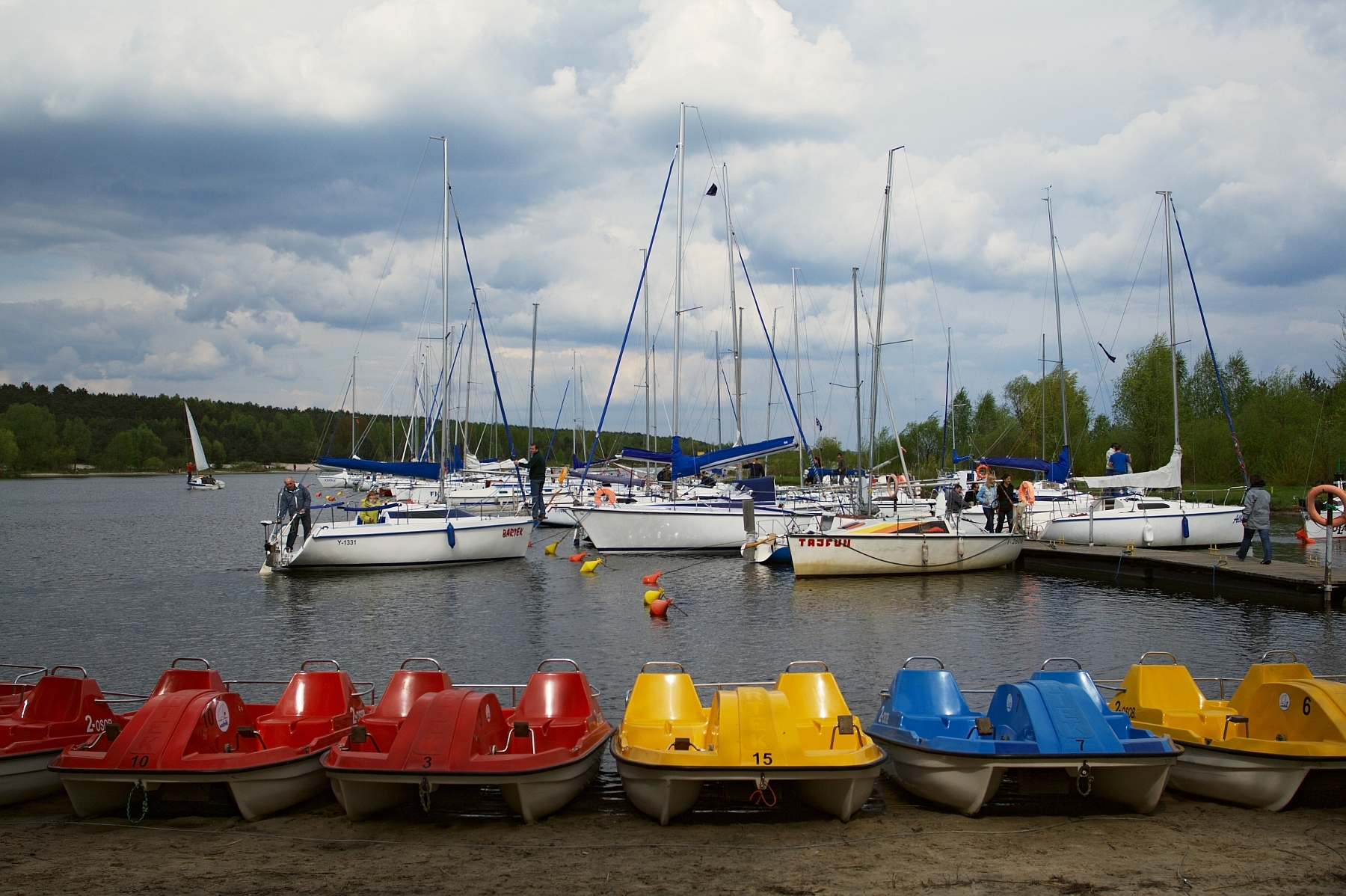
Лодочный причал в селе Адамов (поль.)
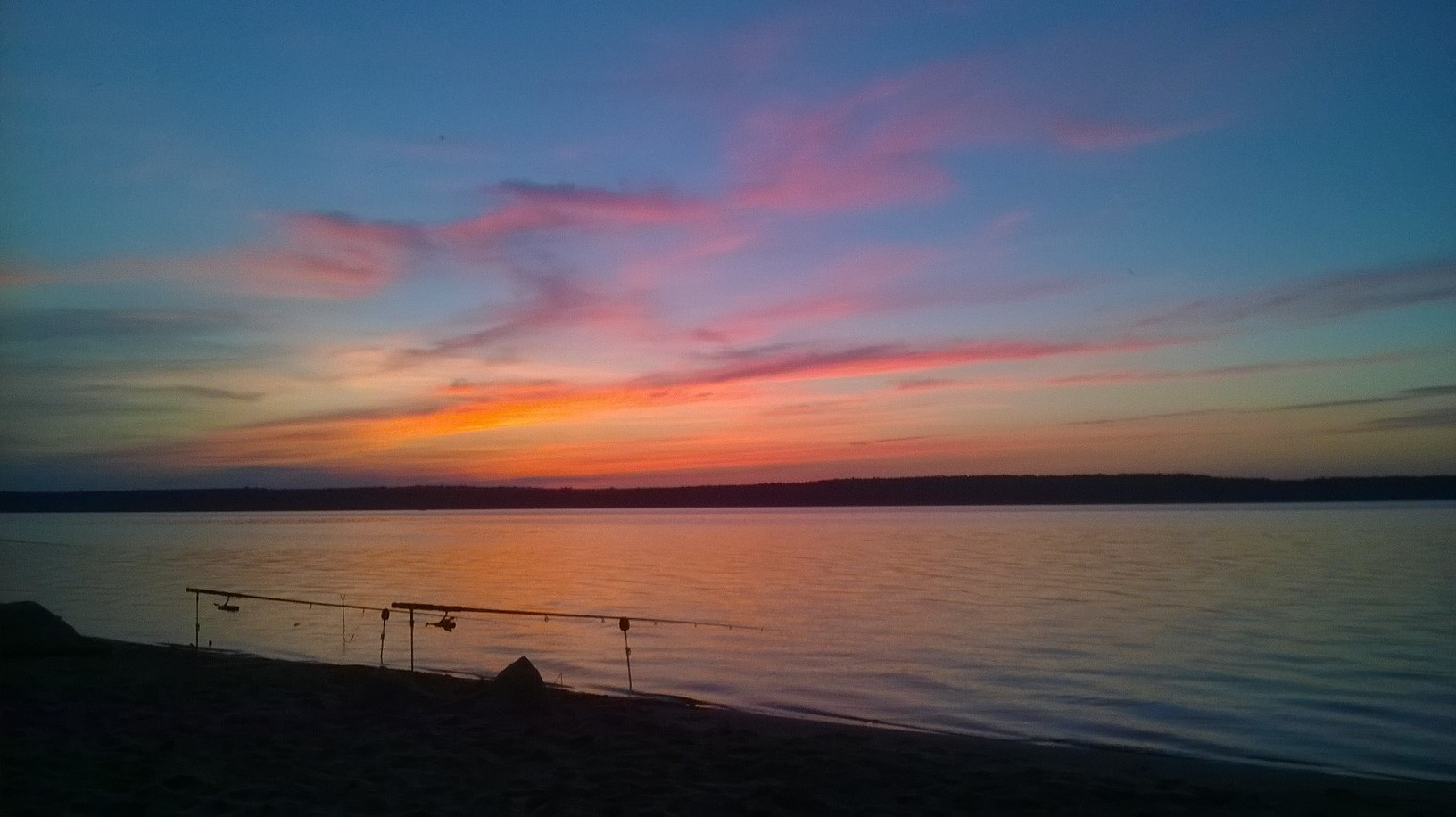
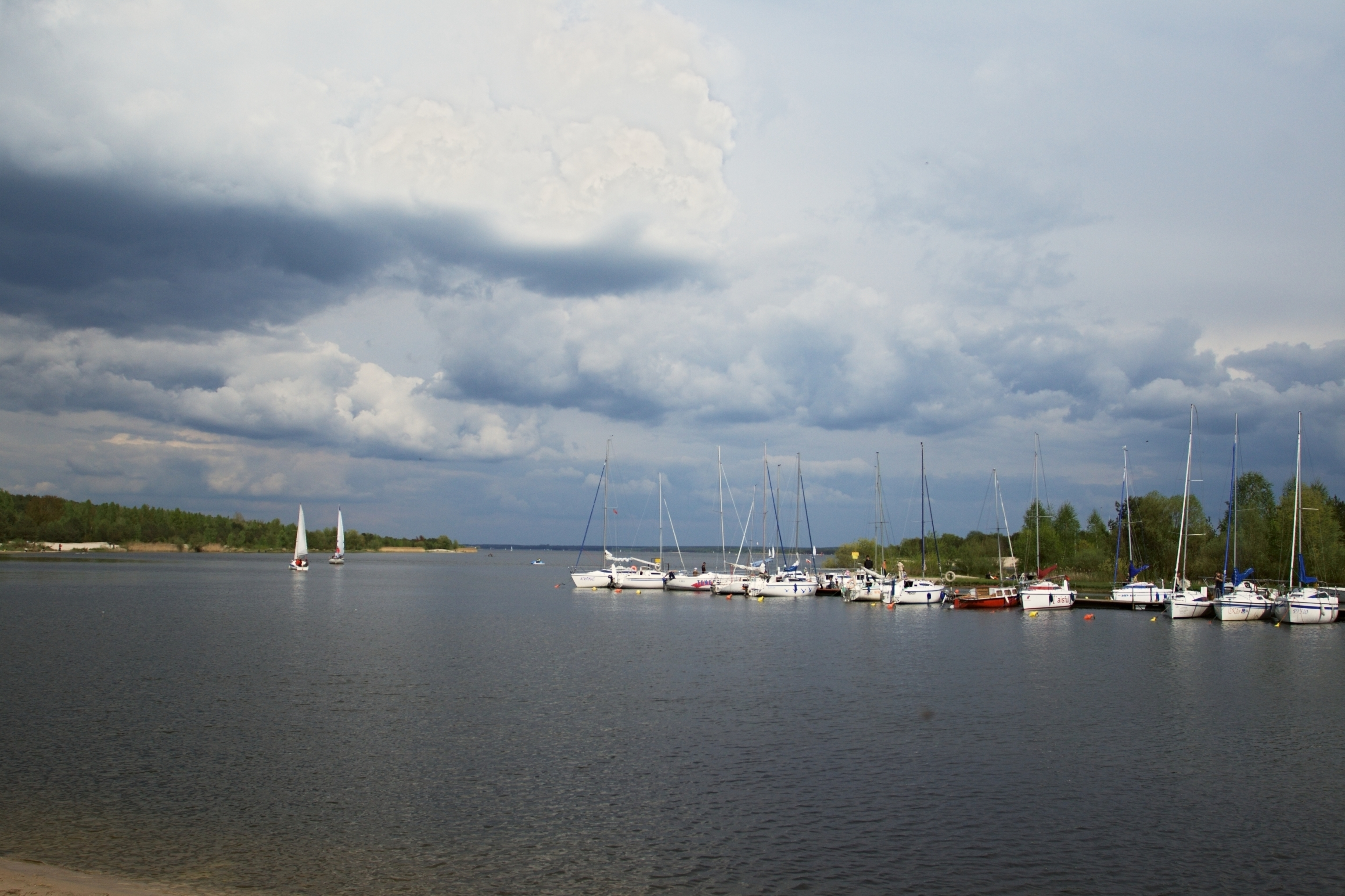
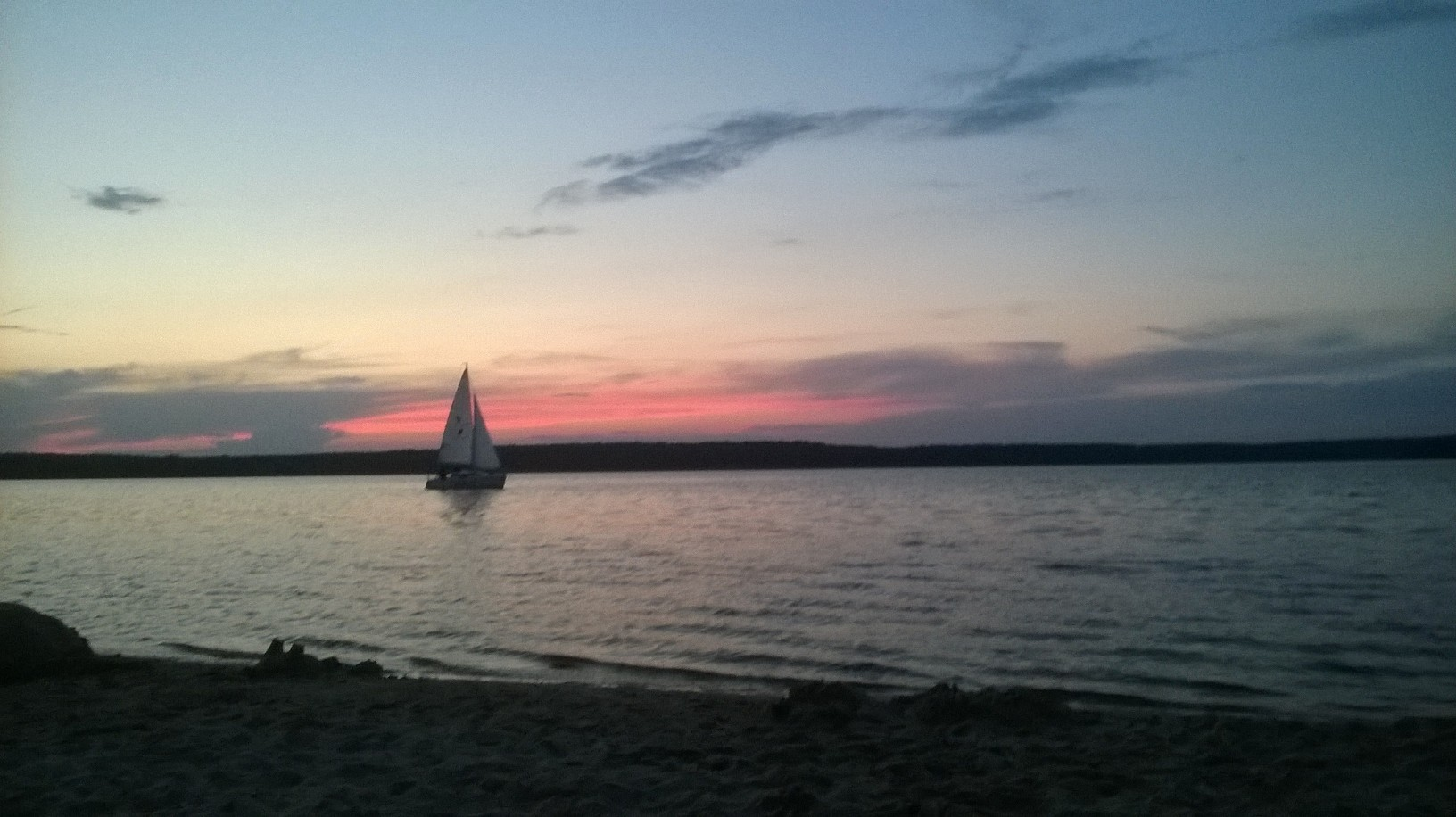
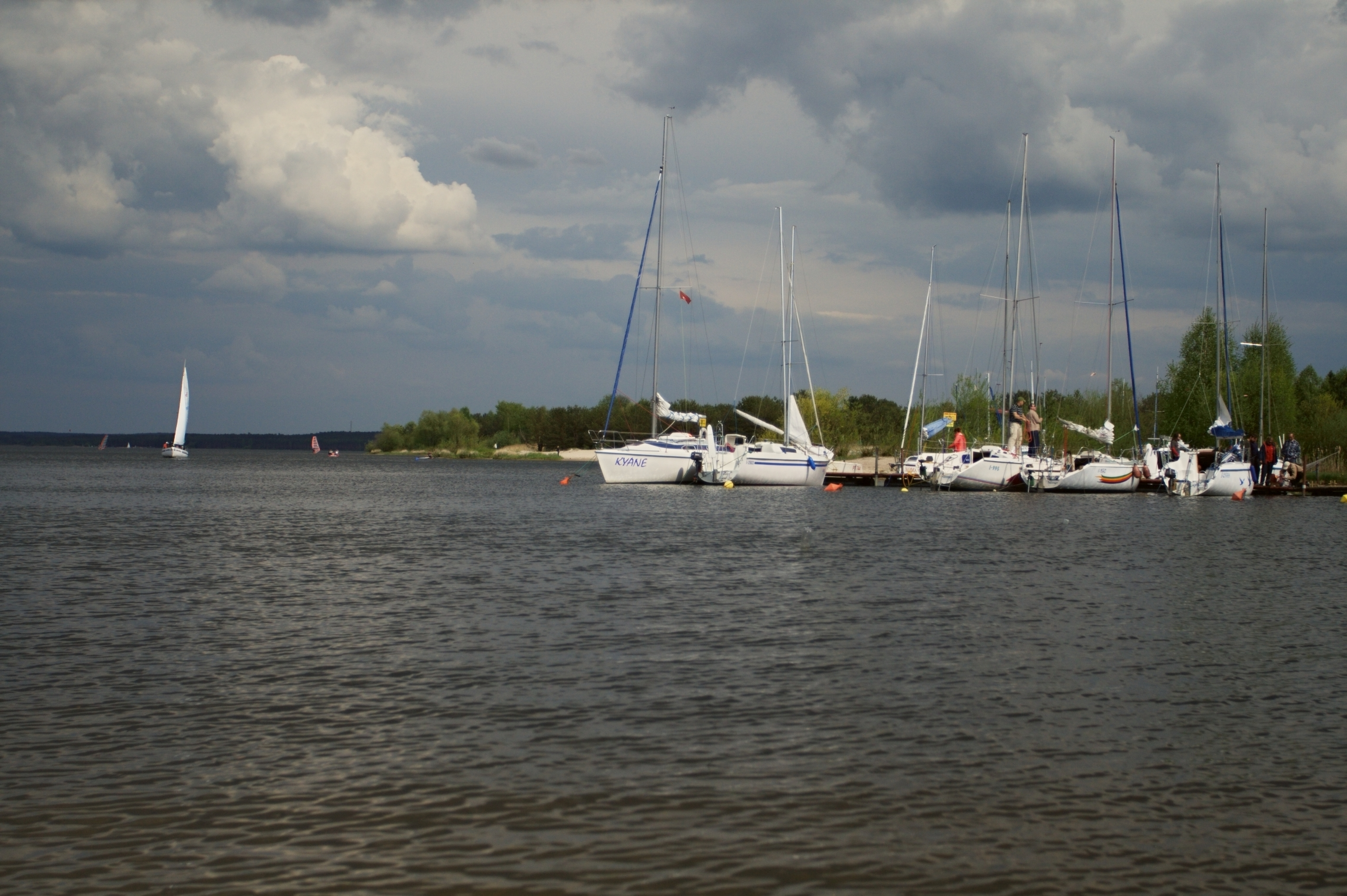
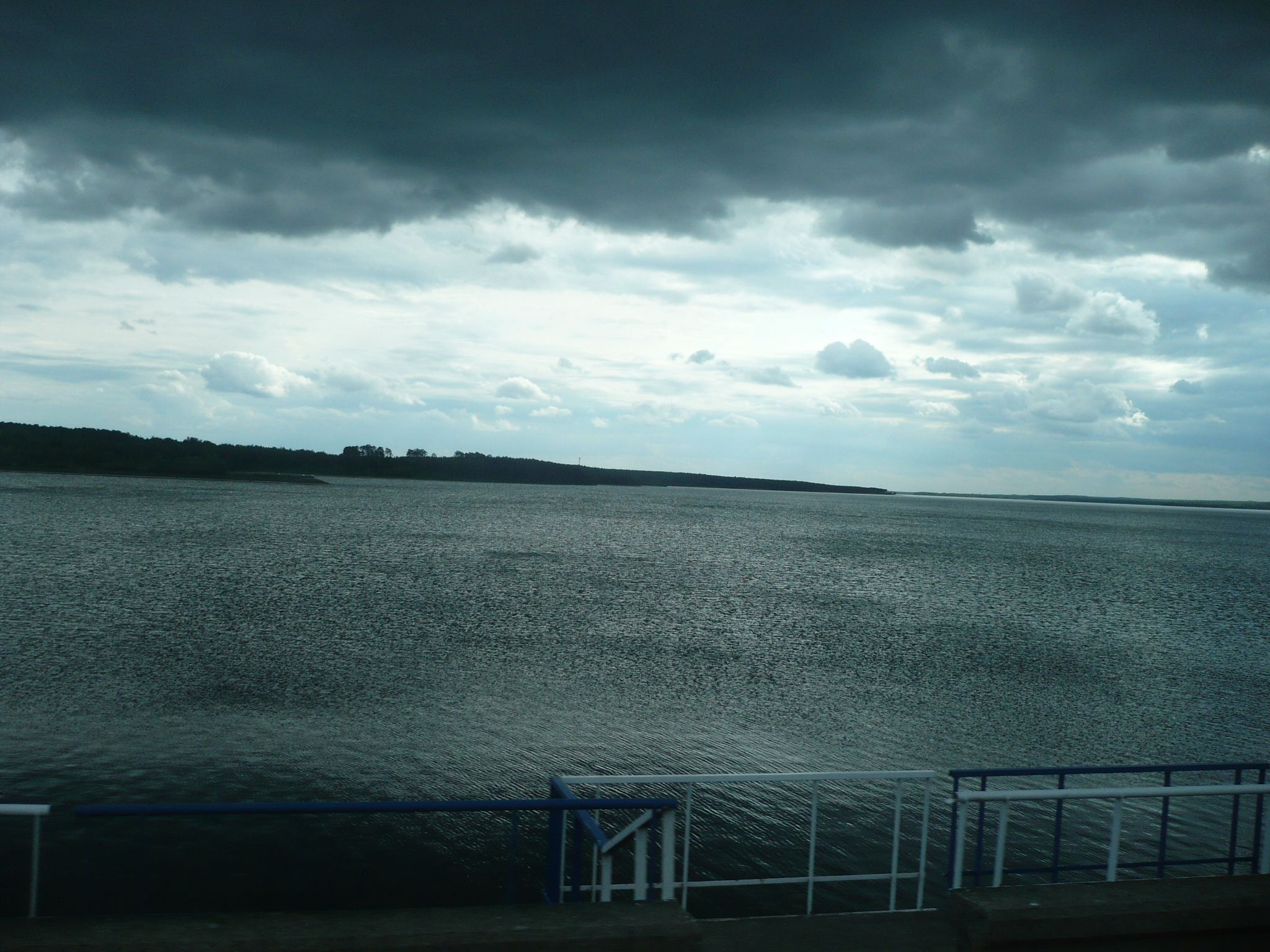
Вид с плотины в Смардзевицах
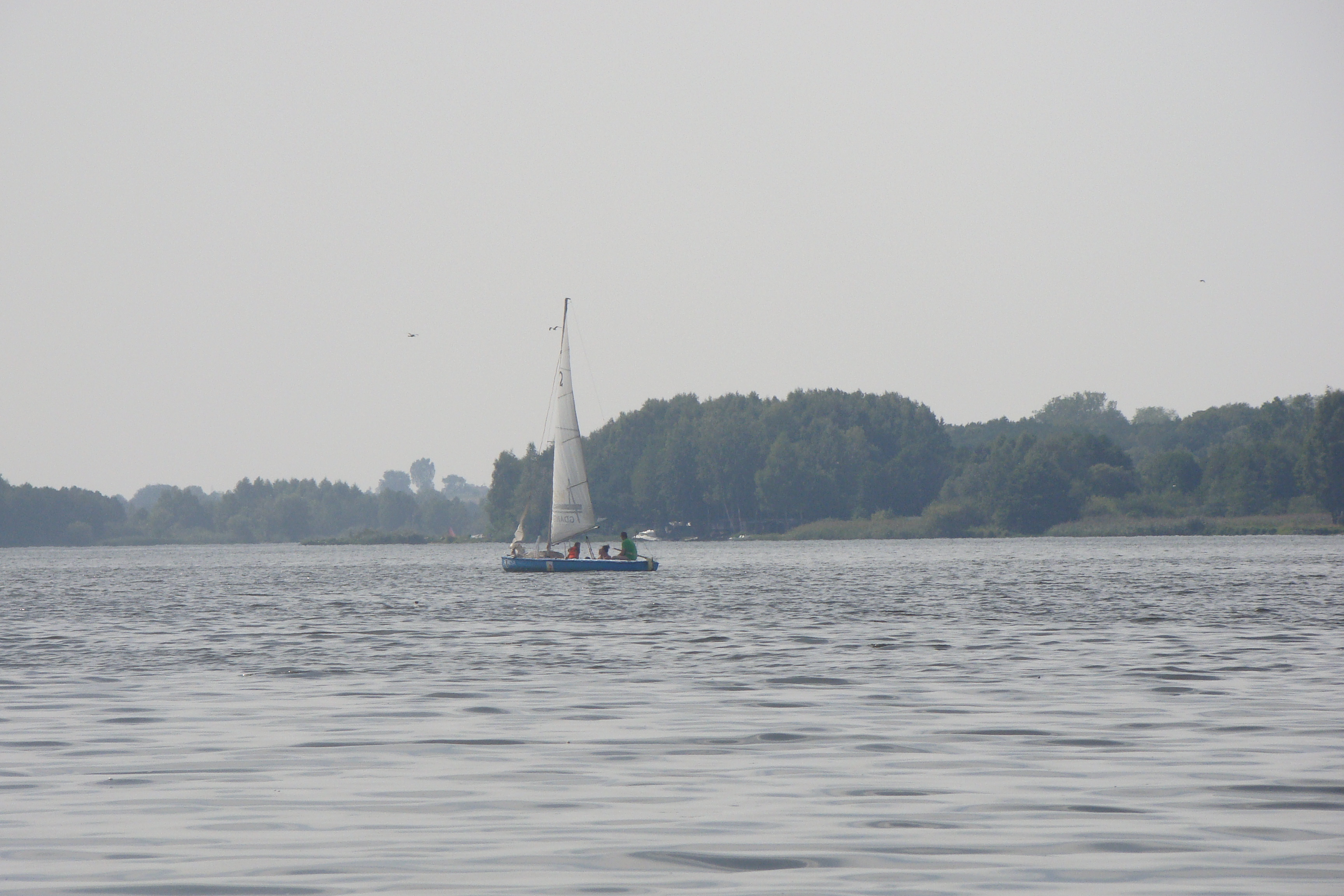
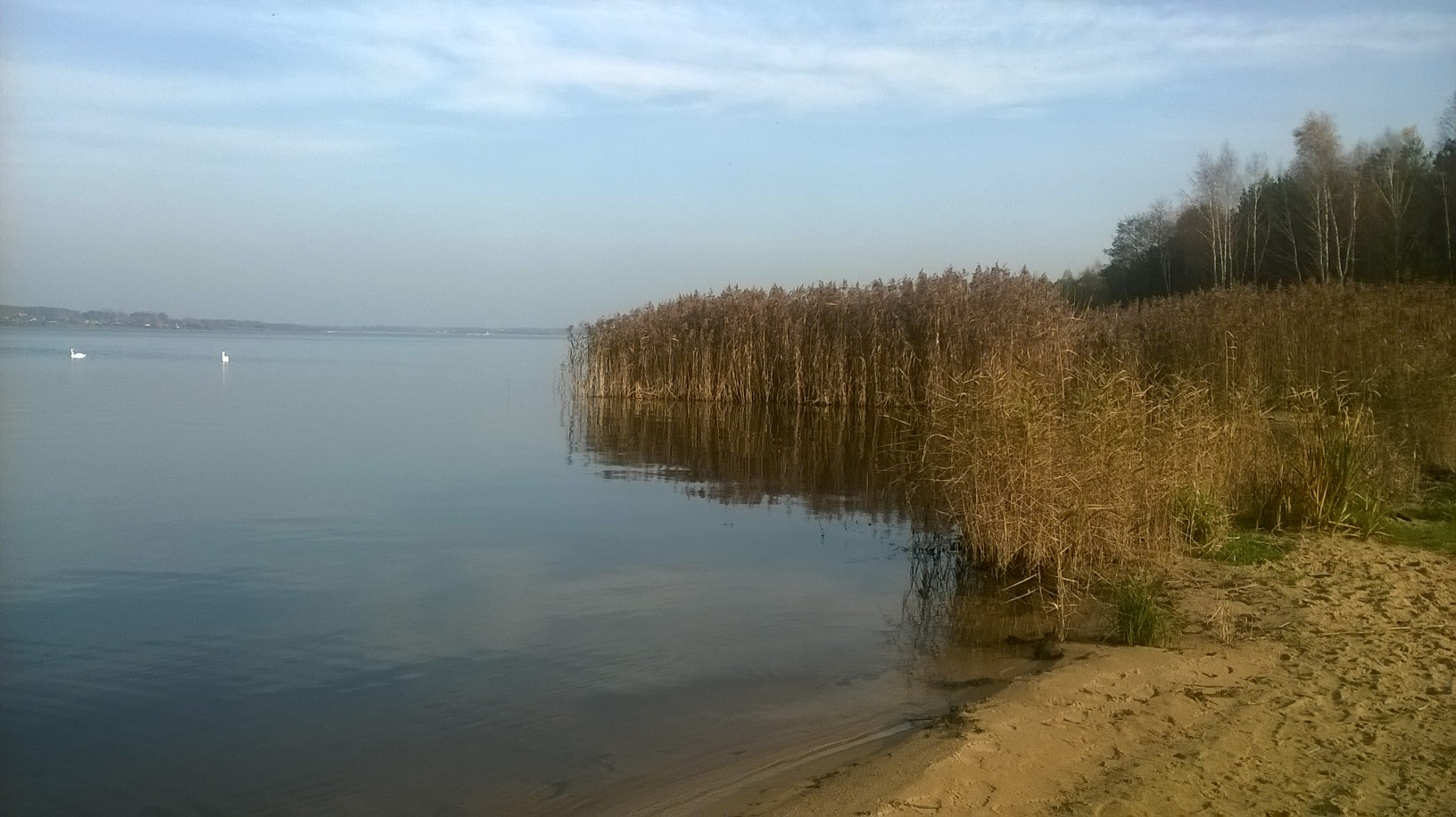
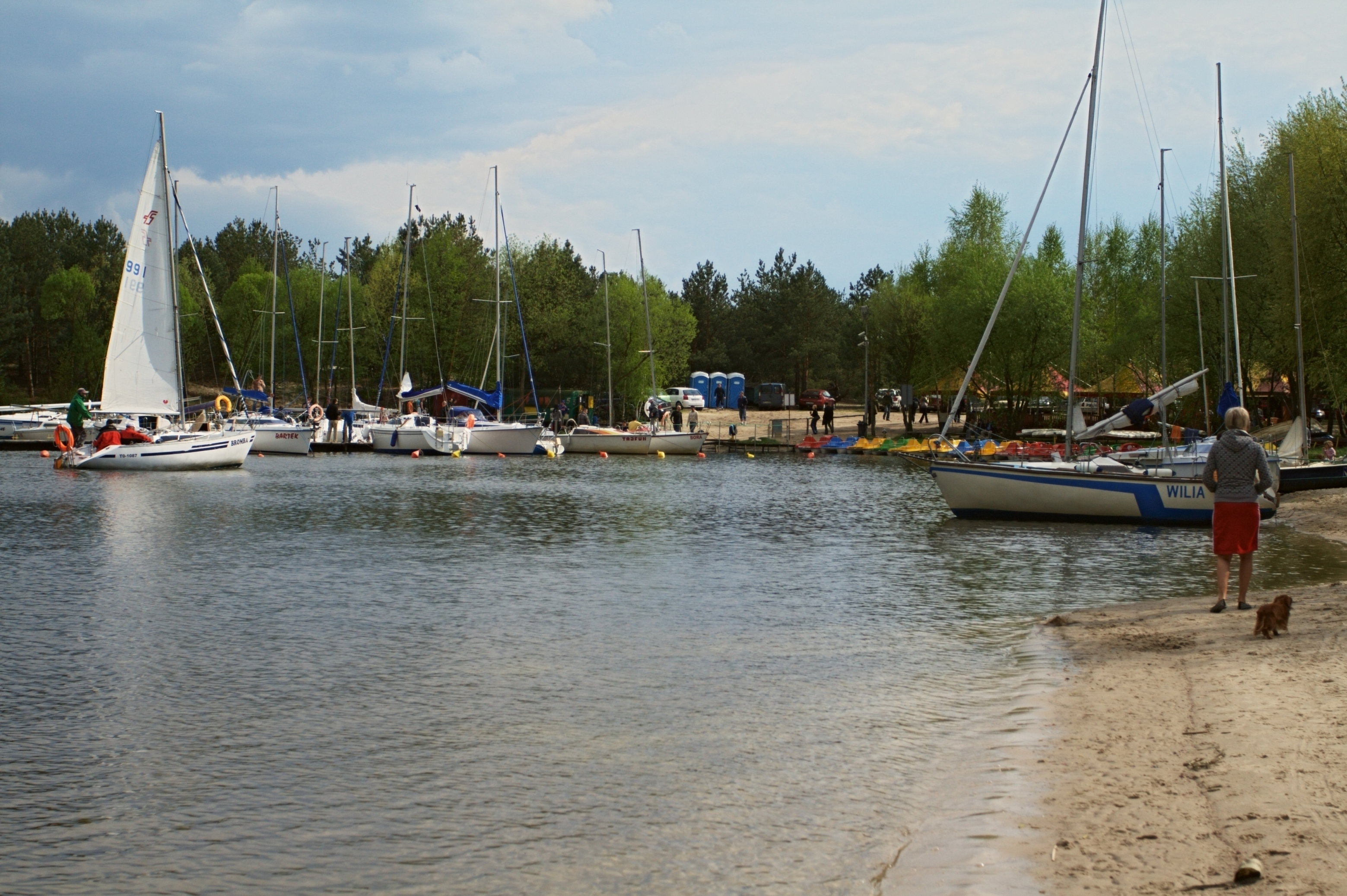
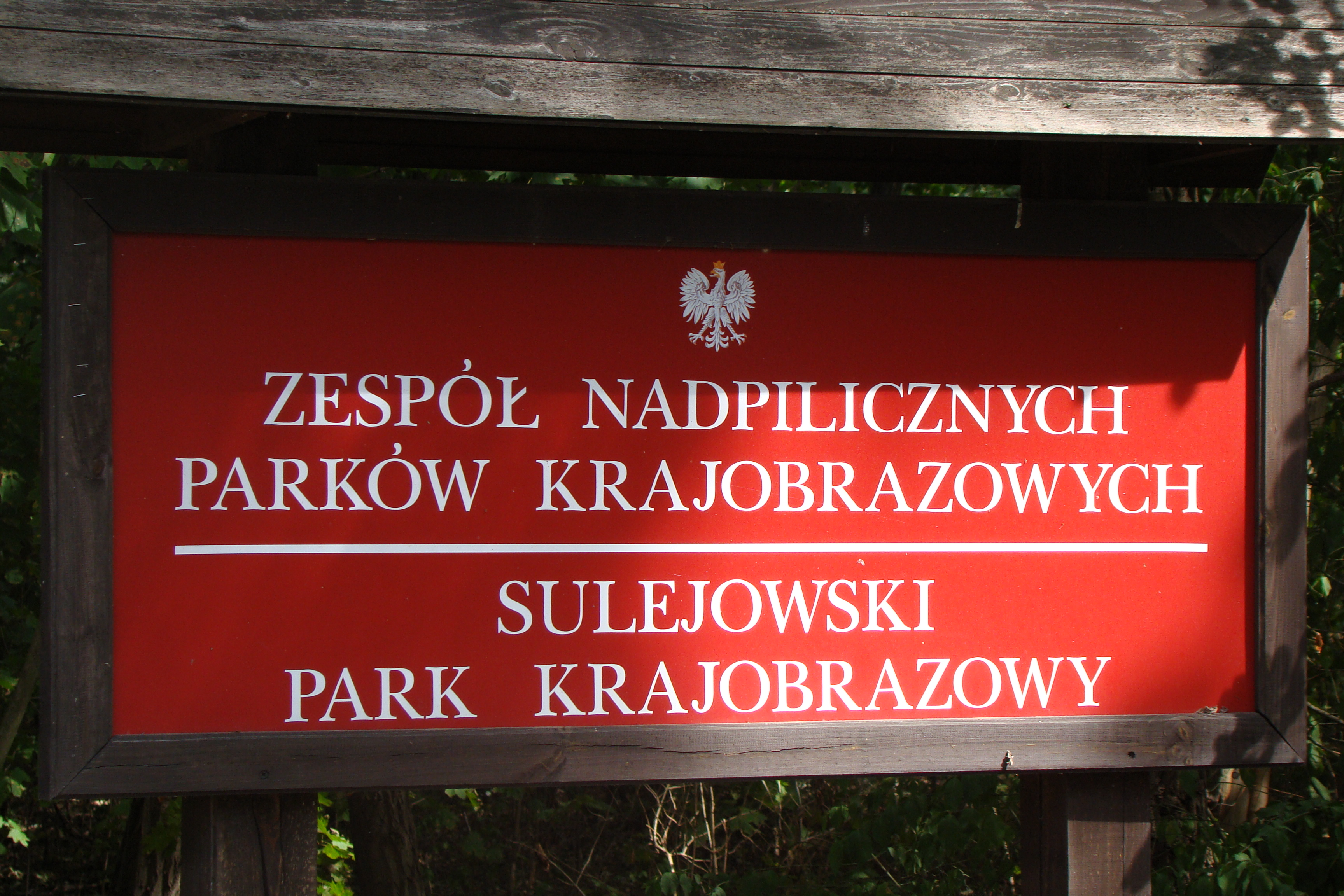